# Сьерра-де-Хуарес
Сьерра-де-Хуарес (исп. Sierra de Juárez) — горный хребет, который простирается от южной оконечности штата Калифорния в США на юг по одноимённому полуострову в штате Нижняя Калифорния в Мексике. Самая высокая точка горной системы — безымянный пик около 1980 м. Горы расположены в муниципалитетах Текате и Энсенада Нижней Калифорнии.

## География

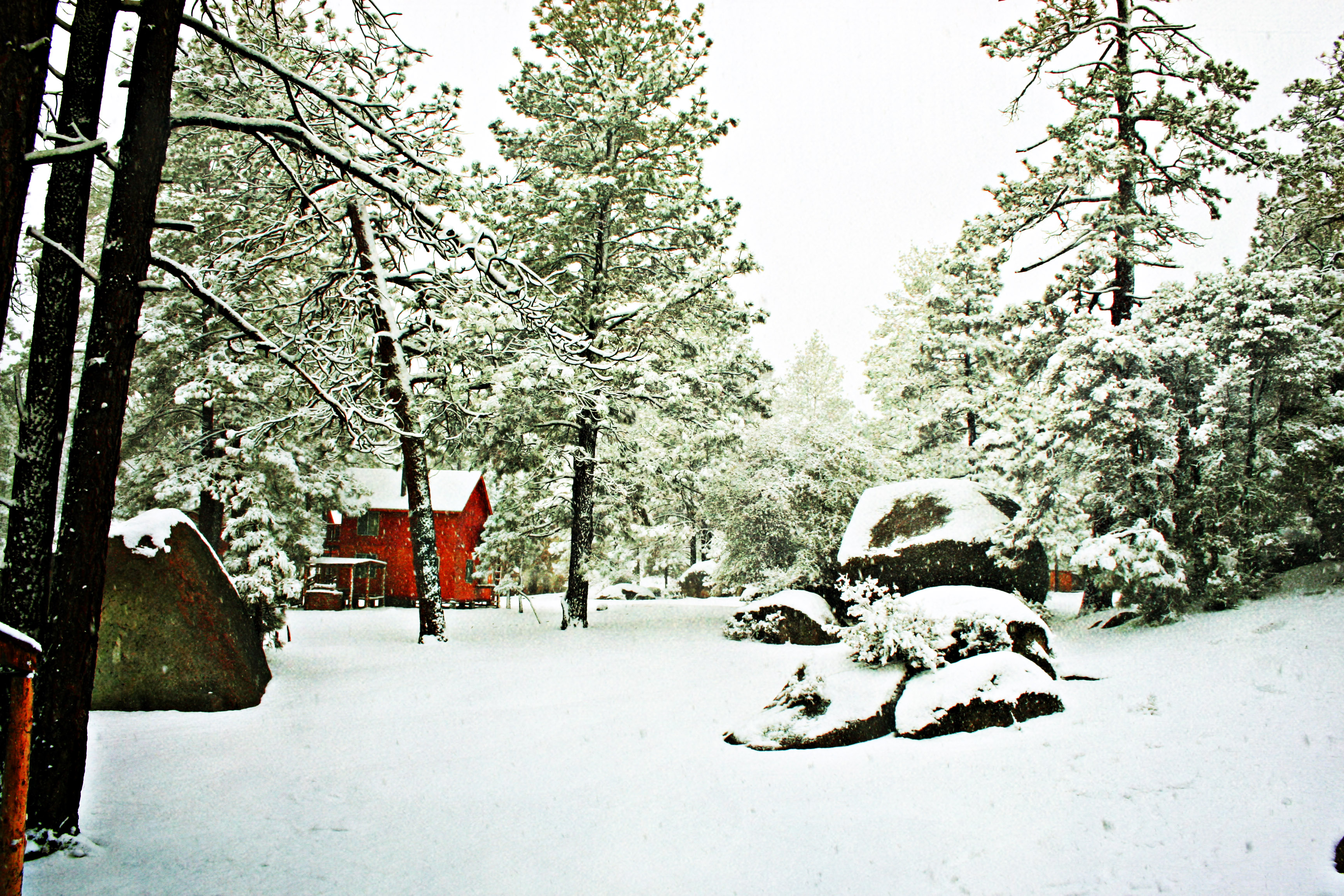
Зима в Сьерра-де-Хуарес

Сьерра-де-Хуарес — одна из горных цепей полуострова Калифорния, простирающаяся к югу от границы с штатом Калифорнии (США) на 140 км на юг. Самый высокий безымянный пик хребта достигает отметки около 1980 м (31° 30′ 34″ с. ш. и 115° 32′ 5″ з. д.). К северу от Сьерра-де-Хуарес расположены горы Лагуна (США), а к югу — горная цепь Сьерра-де-Сан-Педро-Мартир (Мексика). Является частью Полуостровного хребта Нижней Калифорнии.
Сьерра-де-Хуарес занимает общую площадь 4568 км², длина около 140 км, ширина в среднем около 33 км. На востоке Сьерра-де-Хуарес резко поднимается из пустынной долины, содержащей геологический разлом Лагуна-Салада, южное продолжение разлома Сан-Андреас. Западный склон массива более пологий.
На части Сьерра-де-Хуарес находится Национальный парк Конституции 1857 года, расположенный примерно в 72 км к востоку от Энсенады. Живописная лагуна Хансон, включённая в национальный парк, является важной остановкой для перелётных птиц. Здесь же находится эндемичная среда обитания сосново-дубовых лесов — леса Сьерра-Хуарес и Сан-Педро-Мартир.

## Экология

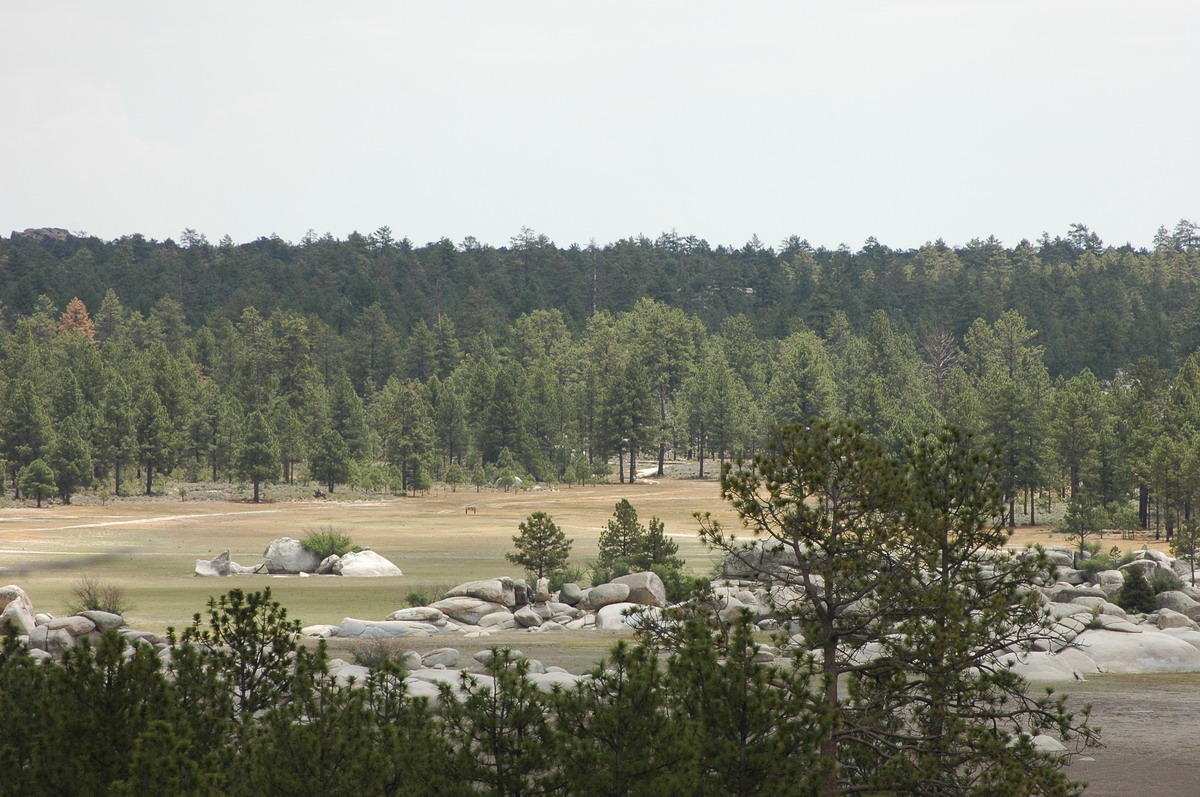
Национальный парк Конституции 1857 года

На нижних возвышенностях западных склонов Сьерра-де-Хуарес находится калифорнийский прибрежный шалфейно-чапаральный субэкорегион калифорнийского чапарально-лесного экорегиона.
Нижние возвышенности восточных склонов находятся в экорегионе пустыни Сонора с её уникальной пустынной флорой. Калифорнийская веерная пальма (Вашингтония нитеносная) находится вблизи южного естественного предела своего ареала в Сьерра-де-Хуарес.
Более высокие возвышенности хребта входят в экорегион сосновых и дубовых лесов Сьерра-Хуарес и Сан-Педро-Мартир. К сосновым породам относятся сосна Жеффрея, Pinus monophylla, сосна скрученная, сосна Ламберта. Среди других вечнозелёных видов: пихта одноцветная (Abies concolor) и калоцедрус низбегающий (Calocedrus decurrens). Полынь (Artemisia tridentata) является распространенным кустарником подлеска. Хвойные леса двух горных цепей составляют т. н. Скай-Айлендс («небесные острова») — возвышенный умеренный лес, окруженный более низкими и засушливыми землями.

## Климат
Западные отроги хребта на юго-восточной оконечности лежат в средиземноморском климатическом регионе, который простирается через бо́льшую часть Калифорнии и в северо-западную Нижнюю Калифорнию. В целом с климатической точки зрения горы Сьерра-де-Хуарес состоят на 30 % из пустынь, 7 % — степей, 27 % — мезотермальных осадков с равномерным распределением осадков в течение года и 36 % — Средиземноморья с осадками, сконцентрированными в зимние месяцы.
Климат в более низких возвышенностях — пустынный, в то время как более высокие области получают больше осадков.